# José Calderón (piłkarz)
José de Jesús „Chepo” Calderón Frias (ur. 14 sierpnia 1985 w Panamie) – panamski piłkarz występujący na pozycji bramkarza. Zawodnik gwatemalskiego klubu Xelajú MC.

## Kariera klubowa
Calderón zawodową karierę rozpoczynał w 2003 roku w klubie San Francisco FC. W 2004 roku wywalczył z nim wicemistrzostwo Clausura. W trakcie sezonu 2005 odszedł do Chorrillo Balboa, a w 2007 roku trafił do zespołu Chepo FC.

## Kariera reprezentacyjna
W 2005 roku Calderón został powołany do reprezentacji Panamy na Złoty Puchar CONCACAF. Nie zagrał na nim ani razu, a Panama zakończyła turniej na 2. miejscu. W drużynie narodowej zadebiutował 27 października 2005 roku w przegranym 0:5 meczu z Bahrajnem.
W 2007 roku ponownie wziął udział w Złotym Pucharze CONCACAF. Nie wystąpił jednak na nim w żadnym spotkaniu, a Panama odpadła z turnieju w ćwierćfinale.
W 2009 roku Calderón po raz trzeci znalazł się w drużynie na Złoty Puchar CONCACAF. Na nim również nie zagrał ani razu, a Panama ponownie zakończyła turniej na ćwierćfinale. Potem grał również w Złotym Pucharze CONCACAF 2015, 2017 i  2019.
Znalazł się w kadrze Panamy na Mundial 2018.